# Schistura reticulata
Schistura reticulata är en fiskart som beskrevs av Vishwanath och Nebeshwar Sharma 2004. Schistura reticulata ingår i släktet Schistura och familjen grönlingsfiskar. IUCN kategoriserar arten globalt som starkt hotad. Inga underarter finns listade i Catalogue of Life.